# Dicyphus similis
Dicyphus similis är en insektsart som beskrevs av Kelton 1980. Dicyphus similis ingår i släktet Dicyphus och familjen ängsskinnbaggar. Inga underarter finns listade i Catalogue of Life.